# Аш-Шариф, Джамаль
Джамаль Аш-Шариф (араб. جمال الشريف‎; род. 8 декабря 1954[…], Дамаск) — футбольный арбитр из Дамаска, Сирия. Известен тем, что судил 6 матчей в рамках чемпионата мира по футболу. Из которых 2 матча он судил в рамках Чемпионата мира по футболу 1986, один — в рамках Чемпионата мира по футболу 1990 и три из них в рамках Чемпионата мира по футболу 1994, включая матч 1/8 финала между сборными Болгарии и Мексики, когда его решение удалить игрока болгарской сборной Эмила Кременлиева и назначить пенальти в ворота сборной Болгарии вызвало много споров после матча.